# Melinaea lamasi
Melinaea lamasi är en fjärilsart som beskrevs av Brown 1977. Melinaea lamasi ingår i släktet Melinaea och familjen praktfjärilar. Inga underarter finns listade i Catalogue of Life.